# Liste der Monuments historiques in Agnetz
Die Liste der Monuments historiques in Agnetz führt die Monuments historiques in der französischen Gemeinde Agnetz auf.

## Liste der Bauwerke
| Bezeichnung                         | Beschreibung                      | Standort | Kennzeichnung | Schutzstatus | Datum | Bild           |
| ----------------------------------- | --------------------------------- | -------- | ------------- | ------------ | ----- | -------------- |
| Pfarrkirche St-Léger-Ste-Agnès      | Erbaut im 13. Jahrhundert         | (Lage)   | PA00114474    | Classé       | 1850  | weitere Bilder |
| Ehemaliges Priorat von Ronquerolles | Erbaut im 12. und 15. Jahrhundert | (Lage)   | PA00114475    | Classé       | 1966  | weitere Bilder |

## Liste der Objekte

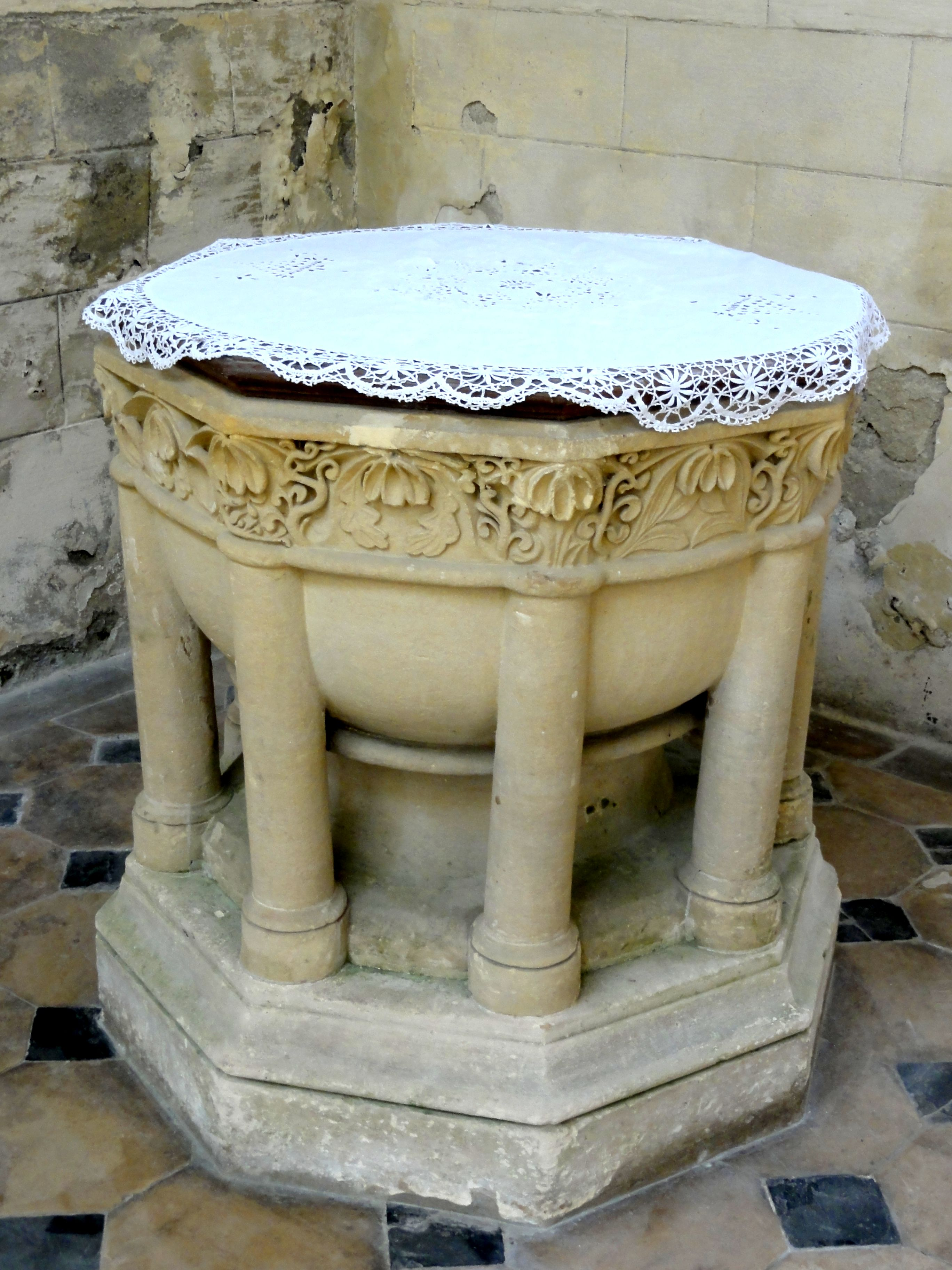
Taufbecken in Agnetz

- Monuments historiques (Objekte) in Agnetz in der Base Palissy des französischen Kultusministeriums

Siehe auch: Taufbecken (Agnetz)